# Новај (Мичиген)
Новај (енгл. Novi) град је у америчкој савезној држави Мичиген. По попису становништва из 2010. у њему је живело 55.224 становника.

## Демографија
Према попису становништва из 2010. у граду је живело 55.224 становника, што је 7.838 (16,5%) становника више него 2000. године.
| Група             | 2000.          | 2010.          |
| Белци             | 40.777 (86,1%) | 39.228 (71,0%) |
| Афроамериканци    | 908 (1,9%)     | 4.482 (8,1%)   |
| Азијати           | 4.106 (8,7%)   | 8.767 (15,9%)  |
| Хиспаноамериканци | 855 (1,8%)     | 1.634 (3,0%)   |
| Укупно            | 47.386         | 55.224         |